# Lophoruza xylonota
Lophoruza xylonota är en fjärilsart som beskrevs av Oswald Beltram Lower 1903. Lophoruza xylonota ingår i släktet Lophoruza och familjen nattflyn. Inga underarter finns listade i Catalogue of Life.